# استحقاق الأجر
استحقاق الأجر هو مصطلح يصف الأجر المرتبط بالأداء، ويأتي كثيرًا في سياق الإصلاح التعليمي. وهو يقدم مكافآت للعاملين الذين يؤدون وظائفهم بكفاءة، وفقًا للمعايير القابلة للقياس. وفي الولايات المتحدة، انقسم واضعو السياسات حول ما إذا كان ينبغي تقديم استحقاق الأجر لمعلمي المدارس الحكومية، كما هو شائع في المملكة المتحدة.

## تاريخ استحقاق الأجر
تكمن أصول استحقاق الأجر في علم النفس السلوكي ونظرية الحافز.. وتعتمد هذه النظريات على الاعتقاد بأن الناس تتفاعل مع الحوافز وأنه يمكنك زيادة الأداء مع الحافز المناسب. واستخدمت العديد من السياسات العامة التي تم تطبيقها منذ عشرينيات القرن العشرين الأجور كحافز في محاولات لتحسين أداء المعلمين.
والجدير بالذكر أن، ويليام ساندرز، الخبير الإحصائي من جامعة تينيسي، استخدم نظرية الحافز لتطوير أول نموذج تصميم كمي لمجرد قياس مدى تأثير المعلمين على أداء طلابهم. واستخدم تصميم ساندرز درجات الاختبار على مدار ثلاث سنوات لرسم مسار طالب. ثم يُقارن هذا المسار بدرجات الاختبار سنويًا لمعرفة ما إذا كان الطالب يتخلف أو يتقدم عن درجاته المتوقعة. ويفترض أن يعزى الاختلاف بين المسار والدرجة الفعلية لجهود المعلمين. وكان هدف ساندرز في الأساس هو استخدام أداة القياس هذه لدعم المعلمين الذين يعملون في مدارس صعبة أو يحتاجون تدريبًا أو موارد إضافية. ومع ذلك فإنه سرعان ما أصبح معيار استحقاق الأجر للمعلمين. وأيضًا فيما يسمى «نظرية التوقع» (فروم 1964)، يكون التركيز على الاختيارات التي يختارها الأفراد، ومن المفترض أن يتوقع كل العاملين ارتباطًا إيجابيًا بين الأداء والمكافأة.
ويعد برنامج تطوير المعلم (TAP) الذي أنشأته مؤسسة ميلكن فاميلي في عام 1999 مثالاً على النظام الذي يستخدم استحقاق الأجر. كما أنه يُستخدم حاليًا في أكثر من 180 مدرسة على مستوى الولايات المتحدة. وفي هذا البرنامج، تعتمد زيادات الراتب على أداء المعلم، الذي يتم قياسه بواسطة مجموعة من الملاحظات إضافةً إلى درجات اختبار الطلاب. كما يمكن لمعلمي برنامج تطوير المعلم تطوير حياتهم المهنية بثلاث طرق: (1) أن يظل في الفصل المدرسي ويصبح مشرفًا على الآخرين، (2) أن يترك الفصل المدرسي ويصبح مديرًا (3) أو أن يرتقي إلى الإدارة من خلال وسائل تقليدية. ويركز هذا البرنامج على مساعدة المعلمين على تحسين أدائهم عن طريق التعلم من بعضهم البعض. ويتم تقسيم المعلمين إلى مجموعاتٍ صغيرة لبضعة ساعاتٍ أسبوعيًا للتعاون على معرفة ما هو أكثر فاعلية داخل الفصل المدرسي. وتتيح هذه الفرصة للمعلمين بناء المهارات التي من شأنها تحسين التعلم داخل الفصل المدرسي.
ومنذ اعتماد برنامج تطوير المعلم في عام 2001، ضاعفت مدرسة بيل ستريت المتوسطة نسبة الطلاب الحاصلين على درجات متقدمة في الرياضيات والقراءة. كما خفضت المدرسة أيضًا عدد الطلاب الحاصلين على درجات «أقل من المستوى الأساسي في الرياضيات» بنسبة 46 بالمائة.[بحاجة لمصدر] كما أن هناك فائدة أخرى لبرنامج تطوير المعلم للمدرسة المتوسطة حيث أنها خفضت نسبة معدل تغيير المعلم من 32 بالمائة إلى 10 بالمائة.[بحاجة لمصدر]
ومن الانتقادات الموجهة لبرنامج تطوير المعلم أنه مكلف للمدارس، حيث تتراوح تكلفته ما بين 250 دولارًا إلى 400 دولار لكل طالب سنويًا. وتحتاج العديد من المدارس المستخدمة لبرنامج تطوير المعلم إلى المنح لتمويل تكاليف البرنامج. ولم تدعم الأبحاث المستقلة حتى الآن الفكر القائل بأن نظام برنامج تطوير المعلم يساعد المدارس على الاحتفاظ بموظفيها ويزيد من إنجاز الطلاب بشكلٍ واضح. ومن الملاحظ أنه أثناء إيجاد سولمون لويس وآخرين ذوي صلاتٍ بمؤسسة ميلكن فاميلي دليلاً على أن برنامج تطوير المعلم هو برنامج استحقاق أجر ناجح، كان هناك تضاربًا في المصالح مع بحثهم لأن هدفهم هو تطبيق النظام في المدارس.[بحاجة لمصدر] ومن ثم كانت الحاجة لبحث أكثر استقلالية لتحديد مدى فعالية برنامج تطوير المعلم في المدارس.
وفي عام 2006، أنشأ الكونجرس الأمريكي برنامج منحة فيدرالي بقيمة 600 مليون دولار يسمى خطة حافز المعلم (TIF). وفي عام 2009، تم توسيع البرنامج ودعمه بواسطة تمويل قانون الانتعاش الأمريكي وإعادة الاستثمار (ARRA). ووفقًا لوزارة التعليم الأمريكية، فإن خطة حافز المعلم «تدعم الجهود المبذولة لتطوير المعلم وتطبيق الأنظمة القائمة على أداء المعلم وأنظمة التعويض الرئيسة في المدارس التي هي بحاجةٍ ماسة إلى ذلك.» وتتضمن أهداف البرنامج (1) تحسين تحصيل الطالب من خلال زيادة كفاءة المعلم والمدير; (2) إصلاح نظم تعويض المعلم والمدير بحيث تتم مكافأة المعلمين والمديرين ارتفاع تحصيل الطالب; (3) زيادة عدد المعلمين الأكفاء القائمين على تعليم المواد الصعبة للطلاب الفقراء، والأقلية، والمحرومين; و (4) إنشاء نظم تعويض مستدامة مرتبطة بالأداء (PBCSs). لم يطبق التقييم الوطني لبرنامج خطة حافز المعلم بعد، ولكن قدم البحث الأولي نتائجًا مختلطة. ووفقًا للمقال الذي قدمه مركز التقدم الأمريكي، فإن تقييمًا للبرامج التي تدعمها خطة حافز المعلم، مثل برنامج دينفير بروكومب ودراسة ناشفيل، قد أظهر دليلاً مبدئيًا على أن الأجر المرتبط بالأداء له تأثير إيجابي على تحصيل الطالب.[بحاجة لمصدر] ومع ذلك، فإن التقييمات الأخرى، مثل دراسة قدمها المركز القومي لجامعة فاندربيلت حول حوافز الأداء في نظام مدرسة ناشفيل العصري، لم تؤكد الفرضيات التي تنص على أن مكافأة المعلمين مقابل تحسن النتائج ستؤدي إلى ارتفاع الدرجات.[بحاجة لمصدر]
واعتمد المعلمون نظام تعويضات المعلمين المهنية وحصل على الدعم المالي من مؤيدي دينفر في عام 2004 و2005، وحصل بعد ذلك على تمويل إضافي من منحة برنامج خطة حافز المعلم في عام 2006. وفي هذا البرنامج، يعرض على المعلمين تسعة طرق لزيادة دخلهم، مثل العمل في المدارس ذات الحاجات الملحة، وتجاوز التوقعات في امتحانات الولاية، وتحقيق الأهداف المهنية المحددة في بداية العام، وتلقي تقييم قيم من المدير، واكتساب مكانة في «مدرسة متميزة» من خلال تلبية معايير مختلطة مثل إرضاء ولي الأمر. وفي عام 2010، تم إصدار تقرير تقييمي يوضّح تفاصيل نتائج نظام تعويضات المعلمين المهنية. وأبرز هذا التقرير العديد من النتائج الرئيسية في كل من اتجاهات تحصيل الطالب على مستوى المقاطعة، بالإضافة إلى نتائج تحصيل الطالب المتعلقة بآثار توظيف المعلم. وعلى مستوى المقاطعة، أوضح تقييم عام 2010 زيادة كبيرة في تحصيل الرياضيات والقراءة بعد تطبيق نظام تعويضات المعلمين المهنية مقارنةً بالفترة الزمنية التي سبقت التطبيق مباشرةً. وبالإضافة إلى ذلك، أظهر المعلمون الذين تم تعيينهم بعد تطبيق نظام تعويضات المعلمين المهنية نتائجًا أعلى في السنة الأولى مقارنةً بالذين تم تعيينهم قبل تطبيق البرنامج.
دراسة ناشفيل. أجرى المركز القومي لحوافز الأداء دراسة مدتها ثلاث سنوات في نظام مدرسة ناشفيل بالعاصمة منذ عام 2006 وحتى عام 2009، وشارك في هذه الدراسة معلمو الرياضيات بالمدارس المتوسطة في تجربة لتقييم تأثير المكافآت المالية للمعلمين الذين حقق طلابهم درجات عالية في الاختبارات القياسية. وكما جاء في تقرير نتائج الدراسة الأخير، «كان الهدف من هذه التجربة اختبار الفكرة القائلة بأن مكافأة المعلمين بسبب تحسن الدرجات ستؤدي إلى ارتفاع الدرجات.»[بحاجة لمصدر] ولكن لم تؤكد نتائج الدراسة هذه الفرضية. فلم يتفوق طلبة المعلمين المكلفين بمجموعة مراد تحسينها مقابل الحصول على مكافآت على طلبة المعلمين المكلفين بتحسين مجموعة بدون مقابل.

## الجهد مقابل الاختيار
تنظر معظم تحليلات استحقاق الأجر، بما في ذلك دراسة ناشفيل، فيما إذا كان أداء معلمي المدارس يتحسن أو لا يتحسن بعد تلقيهم أجرًا على أدائهم. فقد ترتفع الدرجات إذا عمل المعلمون بجديةٍ أكبر أو «أفضل.» وتسمى هذه الحالة غالبًا «الجهد الزائد» وتعني أن المعلمين لم يعملوا بنفس الجدية التي كانوا يعملون بها قبل تلقيهم أجرًا على أدائهم، كما أن انخفاض نتائج التحصيل تشير إلى أن الأجر المرتبط بالأداء لا يؤدي إلى جهدٍ زائد. ومن ناحيةٍ أخرى، ربما تكون إحدى الخصائص الأخرى للأجر المرتبط بالأداء هي تحسين «عملية الاختيار» لمن يلتحق أو من يبقى في مهنة التدريس. فعلى سبيل المثال، قد يكون هذا حافزًا لمجموعة مختلفة من المعلمين للالتحاق بمهنة التدريس إذا كان الأجر مرتبطًا أكثر بالأداء. وربما حفز ذلك أفضل المعلمين، الذين حصلوا على أجر أداءٍ إضافي، أن يظلوا في الفصول المدرسية لمدة أطول. ولم تظهر هذه التأثيرات الكبيرة الناتجة عن تغيير الاختيار في التقييمات التي أجريت مسبقًا، ولكن يمكن توضيحها من خلال المقارنات الشاملة بين البلدان التي تطبق أو لا تطبق أنظمة الأجر المرتبطة بالأداء. وجد لودجر وسمان دليلاً على أن الأجر المرتبط بالأداء يحسن الأداء عند عرضه في مختلف البلدان. بالإضافة إلى ذلك، يمكن تفسير تحليل تأثير طرد المعلمين غير الأكفاء بواسطة إريك هانوشيك كشكل خاص من الأجر المرتبط بالأداء؛ حيث يتم خفض الأجر إلى صفر (أو قدر صغير جدًا) للمعلمين الذين لا يؤدون عملهم بشكلٍ جيد.

## كراهية الخسارة واستحقاق الأجر
اقترح دانيال كانيمان وعاموس تفيرسكي مصطلح كراهية الخسارة لأول مرة في عام 1979 Econometrica واقترحا فكرة أن الأفراد يخصصون القيمة للمكاسب والخسائر بدلاً من الأصول النهائية. وبعبارةٍ أخرى، يميل الأفراد لتفضيل تجنب الخسائر بدلاً من جني المكاسب.
وقد تم اختبار فكرة أن الناس يكرهون الخسارة، أكثر من حبهم لكسب شيءٍ ما، حتى إذا كانت الكمية المحتمل خسارتها هي نفس الكمية المكتسبة، في مجالاتٍ عديدة.

## الفوائد
1- يؤدى إلى نتائج تعليمية أفضل وقد يرى المؤيدين لهذا النظام بأن دفع مرتبات المعلمين وفقاً لجهودهم سيكون متسقاً مع مبادئ وتعاليم الإدارة الواردة من القطاع الخاص وسوف يؤدى إلى نتائج تعليمية أفضل، لويس سلمون رئيس برنامج المشورة التقنية يرى أن هذا البرنامج يساهم في تحقيق التحصيل الطلابى، كما توصلت دراسة راندى إلى أن 50% من المدارس التي طبقت هذا البرنامج قد فاقت مستوى المدارس الأخرى في الرياضيات وأن 47% منها قد فاقت مستوى التحكم في القراءة.
2- تسعى المدارس ذات الأداء المنخفض لجذب المعلمين، والمدارس التي تستخدم نظام الأجر مقابل الجدارة تقوم على جذب المدرسين من المدارس التي لا يوجد بها هذا النظام؛ وذلك مفيد بشكل خاص حيث يُمكن المدارس ذات الوضع الاجتماعى والاقتصادى المتدنى من جذب المعلمين المؤهلين. على سبيل المثال: أظهر برنامج النهوض بالمعلمين في ولاية أريزونا أنه على مدار ثلاثة سنوات بدأ 61 مدرساً العمل في مدرستين من ذوات الوضع الاجتماعى والاقتصادى المتدنى في منطقة مدرسة مادسون؛ وكلا المدرستين يستخدمون برنامج الأجور ومنهم 21% مدرساً انتقلوا إليها من مدارس في مناطق اجتماعية واقتصادية عالية.
3- ارتفاع معدلات الحفاظ على المعلمين؛ حيث يمكن لبرنامج الأجور مقابل الجهد أن يحد من هذه المشكلة ويرى كلاً من سترانجى وغاريهى ولنييل 2006 بأن الأجور وغيرها من برامج الدفع بمثابة حافزاً في بقاء المعلمين وعدم ترك المهن بعد بضعة سنوات وخاصة الاحتفاظ بالمعلمين ذوى الخبرات.
4- إظهار قيمة مهنة التدريس؛ فالمعلمون الذين يكافحون ويسعون جاهدين من أجل أن يكون طلابهم أفضل سوف يظهر ذلك من خلال رواتبهم.
5- سيعمل المعلمون بجد من أجل الحفاظ على حوافزهم؛ وسوف تُظهر الدرجات العليا قدرتهم على المضى في العمل .

## المعارضون
1- انخفاض معنويات المعلمين وزيادة المنافسة بينهم.
2- إضاعة الوقت والمال في إدارة خطط دفع الجر والمستحقات مقابل المجهود.
3- هناك قليل من الأدلة البحثية على أن برامج التحفيز تؤدى إلى زيادة تحصيل الطالب؛ حيث أنه في عام 1994 أجرى المعهد الحضرى دراسة ووجد أن الأثار الإيجابية ناتجة عن دفع الأجور قصيرة الأجل؛ كما توصل إلى أن جميع خطط الأجور المستحقة «لم تنجح في تنفيذ خطط دائمة وفعالة»، وقد أدت برامج الحوافز هذه وخاصة «الأجر مقابل الآداء» إلى قلة تحسين أداء المعلمين وإنجازات الطالب.
مارى غريفون: وهي محللة سياسة التعليم في مركز كاتو قدمت بعض الاعتراضات العلمية ومنها أنه لايمكن للنظام ببساطة المكافئة على تحقيق الدرجات العالية؛ ويرجع ذلك إلى أن النظام جعل المعلمين يفضلون الطلاب في الأحياء الغنية الذين يتميزون بالفعل بقدرات جيدة ومهارات ممتازة، كما أن النظام لا يمكن أن يكافئ على التحسين من المستوى فقط وإذا حدث ذلك فإنه سوف يعاقب بشكل غير عادل المعلمين الذين حقق طلابهم بالفعل نتائج جيدة دون البرنامج، وعلاوة على ذلك فإن أي أموال سوف تُدفع لخطة نتائج الاختبارات سوف تعمل على تفاقم مشكلة الغش في الاختبارات مما يدفع المعلمين أيضا أن يكون لديهم الاستعداد لمحو الأجوبة الخاطئة في الامتحانات وذلك لتجنب «الحاجة إلى التحسين»، وأيضاً سوف يقوم بإغرائهم في الرغبة للزيادة الشخصية .
وقد يوقع هذا المدرسون في الشعور بعدم احتياجهم إلى بعضهم وأيضا سوف يزيد شعورهم بالمنافسة مع بعضهم البعض .
وقد يؤدى دفع الأجور مقابل الآداء أيضا إلى أن يتحول المعلمون من مربيين إلى انتهازيين وذلك من أجل الحصول على أجر أعلى.